# Artyficjelizm
Artyficjelizm (czes. artificielismus) lub inaczej artyficjalizm (czes. artificialismus) – czeski awangardowy kierunek w dziedzinie sztuk plastycznych, malarski odpowiednik poetyzmu.
Niektórymi swoimi elementami zapowiadał surrealizm – stał na pograniczu surrealizmu, kubizmu i abstrakcji geometrycznej. Rozwijali go członkowie gromadzącego przedstawicieli różnych dziedzin sztuki, mającego nowatorskie ambicje stowarzyszenie Devětsil, Jindřich Štyrský (1899-1942) i Toyen (1902-1980, właśc. Marie Čermínová). 
Atyficjelizm istniał od roku 1926 do początku lat trzydziestych. Jego twórcy definiowali go jako utożsamienie malarstwa z poezją. Obraz miał być swoistym wierszem czy poematem posługującym się nie tyle słowami, ile kolorami, liniami, fakturami i kształtami, a więc walorami plastycznymi. Słowo nie było jednak dla artyficjelistów całkiem nieistotne, gdyż według nich to tytuł obrazu powinien ukierunkowywać emocje odbiorcy zgodnie z wolą twórcy. Malarz miał nadawać kształt i kolor nacechowanemu emocjonalnie wyobrażeniu albo przetworzonemu przez wyobraźnię wspomnieniu, przeżyciu lub wzruszeniu, tworząc w swym dziele całkowicie autonomiczną rzeczywistość, a jego wizja miała wyrywać widza z mechanizmów zwykłego myślenia i z kręgu potocznych wyobrażeń, uciekając od logiki codziennego doświadczenia i trywialnego wspominania. Dzieło malarskie miało ewokować atmosferę liryczną oraz poruszać i wysubtelniać wrażliwość odbiorcy. Zarówno Štyrský, jak i Toyen zostali w latach trzydziestych członkami czechosłowackiej grupy surrealistycznej, po wojnie Toyen, która wyemigrowała do Francji, była członkinią grupy surrealistycznej André Bretona.

## Literatura
- František Šmejkal, [hasło] Artificialismus. (W:) Encyklopedie českého výtvarného umění, red. Emanuel Poche, Praha 1975
- Lenka Bydžovská, [hasło] Artificialismus. (W:) Nová encyklopedie českého výtvarného umění, red. Anděla Horová, t. I, Praha 1995
- Gérard Durozoi, [hasło] Jindřich Štyrský. (W:) Słownik sztuki XX wieku, napisany pod kierunkiem Gérarda Durozoi, Warszawa 1998